# خون‌آشامان (فیلم ۱۹۸۶)
«خون‌آشامان» (انگلیسی: Vampires (1986 film)) فیلمی در ژانر ترسناک است که در سال ۱۹۸۶ منتشر شد.